# 功夫兔与菜包狗
《功夫兔与菜包狗》是一部中国系列动画，由中国传媒大学动画学院将将将动画工作室制作。曾在“国家动漫精品工程”中获得新媒体动漫奖。第一季于2013年试映，2014年正式上映。